# Air International
『Air International』は、1971年にイギリスで創刊された航空宇宙専門誌。

## 概要
1971年6月に創刊された。軍用機と民間機の双方を扱っており、アメリカや欧州の航空業界の潮流を克明に記す。誌名は複数回の変遷を経ており、創刊当初はAir Enthusiastで1974年1月からAir Enthusiast Internationalになり、1974年7月以降、現在の誌名になった。